# Apogonia lurida
Apogonia lurida är en skalbaggsart som beskrevs av Ferdinand Karsch 1882. 
Apogonia lurida ingår i släktet Apogonia och familjen Melolonthidae. Inga underarter finns listade i Catalogue of Life.